# Alensa
ALENSA, s.r.o., je česká společnost, založená v únoru 2007, název pochází z anglického slova lens (čočky), doplněného o A. Provozuje síť e-shopů a působí jako prodejce kontaktních čoček, produktů pro péči o oči, dioptrických a slunečních brýlí ve 31 zemích v Evropě a ve Spojených arabských emirátech. Provozuje pět desítek e-shopů napříč zeměmi, kde působí.

## O společnosti
Současnými majiteli společnosti jsou Radek Hejl a společnost JSK Investments s.r.o., kterou vlastní manželé Jaromír a Simona Kijonkovi, kteří tvoří jeden z nejviditelnějších českých byznysových párů. Mediálně aktivním jednatelem společnosti Alensa je Jaromír Kijonka. Sídlo měla společnost od roku 2010 do roku 2019 na adrese Stružky 1326/6 Praha 9 – Kyje, od roku 2019 se přestěhovala na adresu Českomoravská 2408/1a, Libeň, 190 00 Praha 9, sklad společnosti se nachází na ulici Jarošovská 1278/II v Jindřichově Hradci.
V roce 2020 dosáhl čistý obrat skupiny 1,743 miliardy korun. Ročně Alensa odbaví 1,5 milionů zásilek. V Česku měla v roce 2020 společnost téměř půl milionu zákazníků, po celé Evropě pak kolem pěti milionů. Je členem Svazu průmyslu a dopravy České republiky. Největšími konkurenty skupiny Alensa jsou společnosti Mister Spex a Vision Direct.

## Historie

### 2007
Vznik společnosti ALENSA, s.r.o. Základní kapitál, který každý z jednatelů (J. Kijonka a R. Hejl) do podniku investovali, činil 1000 euro.
Společnost otevřela první internetové obchody v ČR a SR.

### 2008
Společnost se orientovala pouze na nákup, skladování a prodej zdravotnických potřeb.

### 2013
Společnost Alensa zahájila expanzi do zahraničí (vyjma SR).

### 2014
Společnost Alensa rozšířila obor podnikání o služby oční optiky.

### 2015
Společnost Alensa se stala řádným členem APEK – Asociace pro elektronickou komerci.

### 2016
Alensa expandovala do Rumunska vstupem do rumunské společnosti Videt, zabývající se prodejem brýlí.

### 2017
Tržby společnosti dosáhly 0,879 miliardy korun a EBITDA činily 15,81 milionů korun.

### 2018
Tržby společnosti dosáhly 1,164 miliardy korun a EBITDA činily 51,40 milionů korun. Společnost Alensa má své zastoupení na VTEX day, největší digital a e-commerce konferenci v Latinské Americe konané v brazilském Sao Paulo. E-shop www.alensa.hu obdržel druhé místo v soutěži Country Store 2018 Quality Awards v kategorii Krása a zdraví (Ország Boltja 2018 Minőségi díj). Alensa rozšiřuje prodej o sluneční brýle.

### 2019
Tržby společnosti stouply na 1,4 miliardy, zisk EBITDA se zvýšil z 51,4 milionu na 58,1 milionu a společnost zaznamenala meziroční pětadvacetiprocentní nárůst tržeb, ročně odbaví 1,5 milionu zakázek. Od 1. července společnost Alensa začala kompenzovat zrušený státní příspěvek na brýlové obruby ve výši 150 korun. Značka ALENSA byla zapsána u ÚPV - Úřadu průmyslového vlastnictví jako ochranná známka. Společnost Alensa získala první cenu Exportér e-commerce ve 22. ročníku Exportní ceny DHL UniCredit a třetí místo v rámci konference Obchodník a třetí místo za přínos k digitalizaci obchodu v kategorii Internetový obchod, jehož garantem byla Asociace pro elektronickou komerci (APEK). Společnost také získala první a druhé místo v soutěži Shop roku 2019 v kategorii Cena kvality: Oční optika, a to za Cocky-kontaktni.cz (1. místo) a Alensa.cz (2. místo). Také získala druhé místo v soutěži Exportér roku 2019 v kategorii meziročního nárůstu exportu, soutěž vyhlašuje Hospodářská komora ČR. Export podniku se v porovnání s předchozím rokem zvýšil o více než čtvrtinu.

### 2020
Společnost Alensa v provozuje celkem 50 e-shopů a 85 % svých tržeb realizuje společnost na zahraničních trzích, Česko tvoří 15 % obratu. Alensa rozšiřuje prodej o dioptrické brýle, vlastní největší sklad brýlových obrub ve střední a východní Evropě. V Německu on-line prodej brýlí dosahuje 22 % obratu společnosti. Tvářemi společnosti se stávají herečka Dana Morávková a herec a moderátor Martin Zounar.

### 2021
Alensa se stává třetím největším e-shopem ve svém segmentu v Evropě. Právě pro expanzi na zahraničním trhu kupují doménu alensa.com od srbského podnikatele za 70 000 euro. Jaromír Kijonka se spolu se svou manželkou Simonou Kijonkovou poprvé dostávají do žebříčku časopisu Forbes 100 nejbohatších lidí v Česku (90. až 92. místo) se svým rodinným holdingem JSK Investments Tržby Alensy by za daný rok měly přesáhnout 2 miliardy korun.

## CSR aktivity
Společnost Alensa je podporovatelem Nadačního fondu Be Charity, v roce 2019 přispěla Fondu 150 000 korunami.